# Мокра Комишуватка
Мокра Комишуватка — річка в Україні, у Оріхівському районі Запорізької області. Ліва притока Комишуватої (басейн Дніпра).

## Опис
Довжина річки 18 км, похил річки — 3,6 м/км. Площа басейну 89,4 км². Біля витоків річка пересихає.

## Розташування
Бере початок на південно-західній стороні від Трудооленівки. Тече переважно на південний захід через Новоіванівку, Кущове, Щасливе і на північно-західній стороні від села Комишувахи впадає у річку Комишувату, праву притоку Кінської.
Річку перетинає гілка Придніпровської залізниці. На лівому березі річки розташована станція Фісаки.